# Cerkiew Świętych Piotra i Pawła w Târgu Jiu
Cerkiew Świętych Piotra i Pawła (rum. Biserica Sfinții Petru și Pavel) – prawosławna świątynia znajdująca się w rumuńskim mieście Târgu Jiu, na osi Calei Eroilor.
Według stanu na 2010 cerkiew jest wpisana do rejestru zabytków.

## Historia
Budowę cerkwi rozpoczęto 8 września 1927 na miejscu starszej, XVIII-wiecznej świątyni. Projekt sporządził architekt Anghel Păunescu, prócz niego prace nadzorowali Ion Antonescu i Iulius Doppellreiter. Budynek konsekrowano 7 listopada 1937.

## Galeria

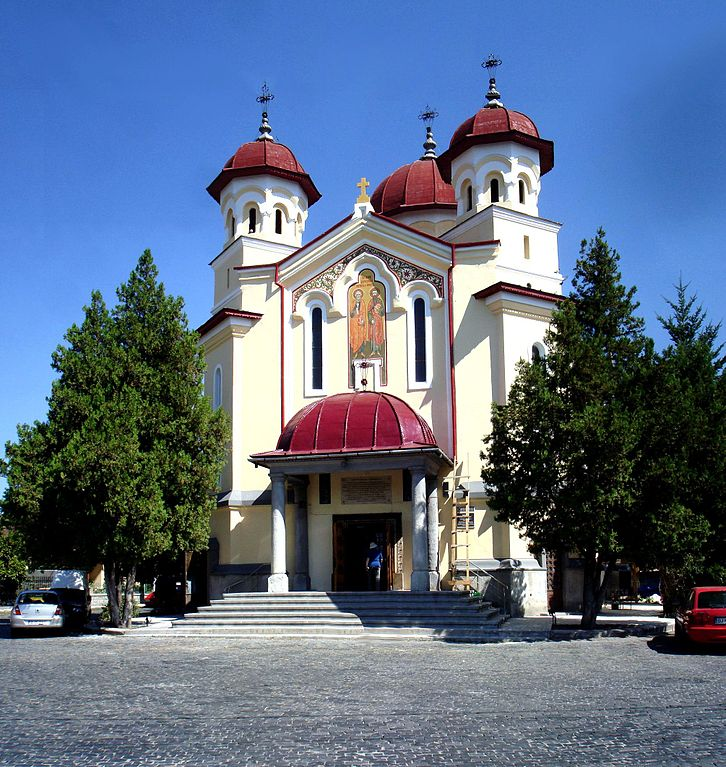
Fasada
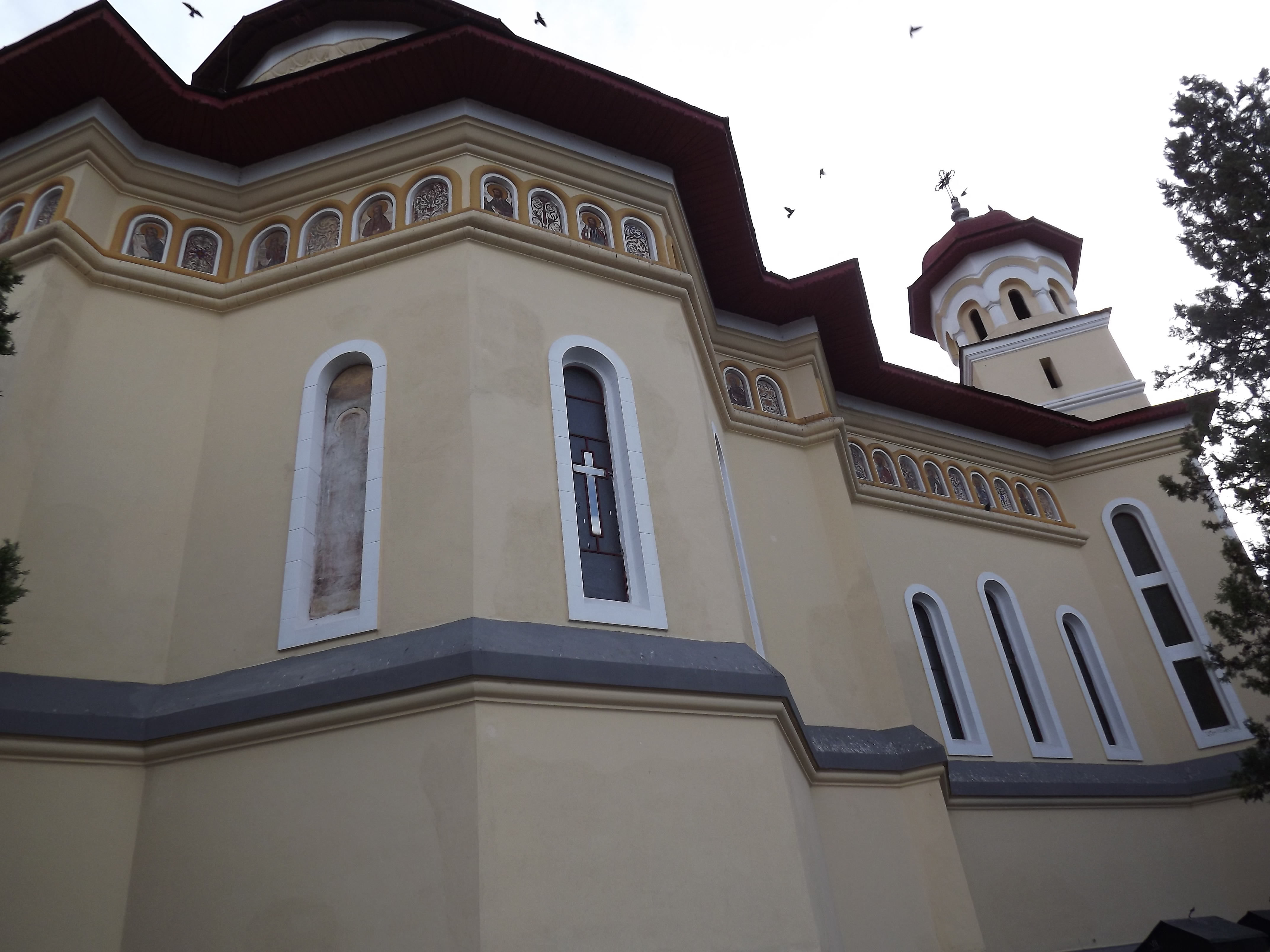
Elewacja północna
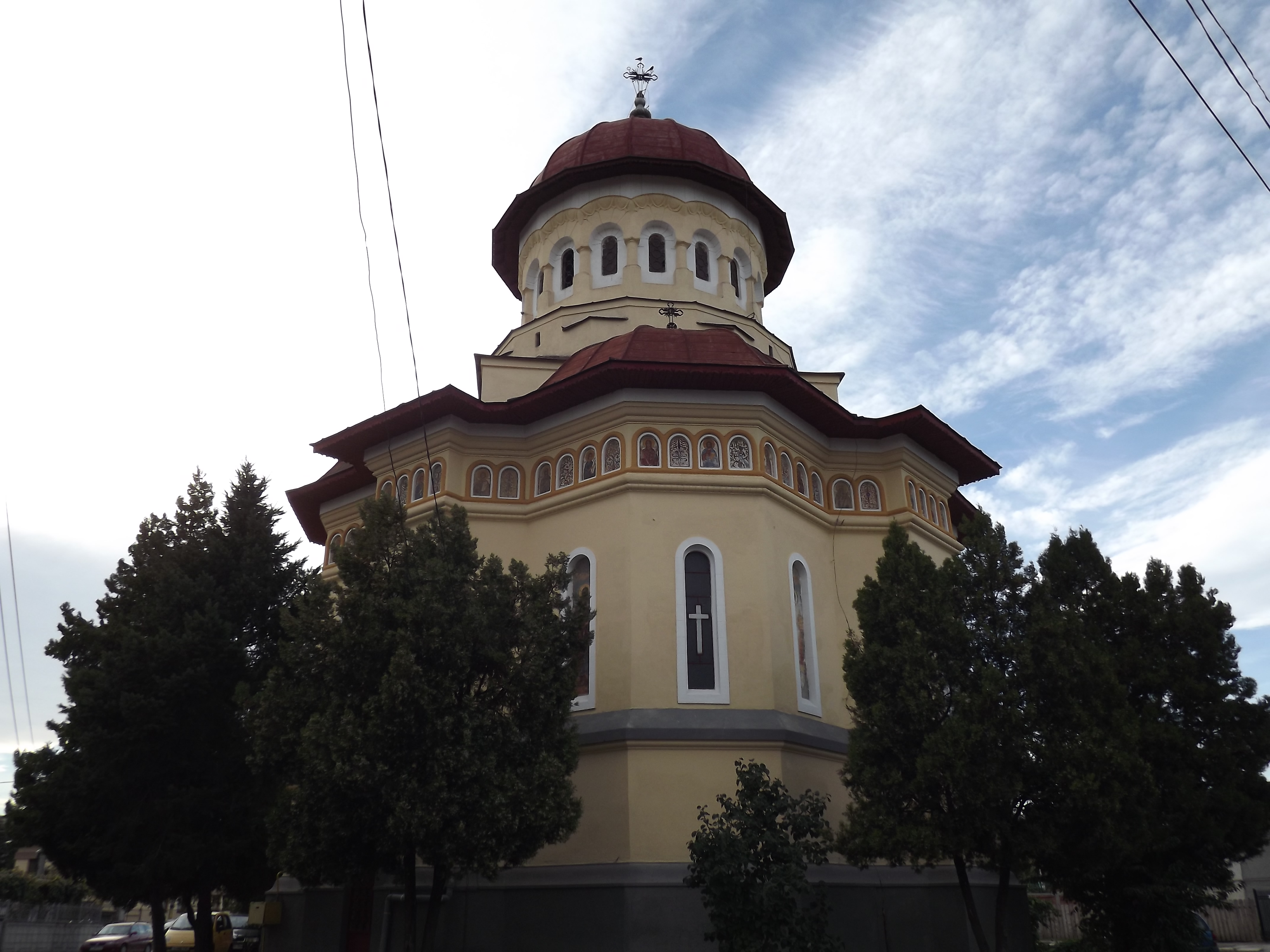
Widok ze wschodu
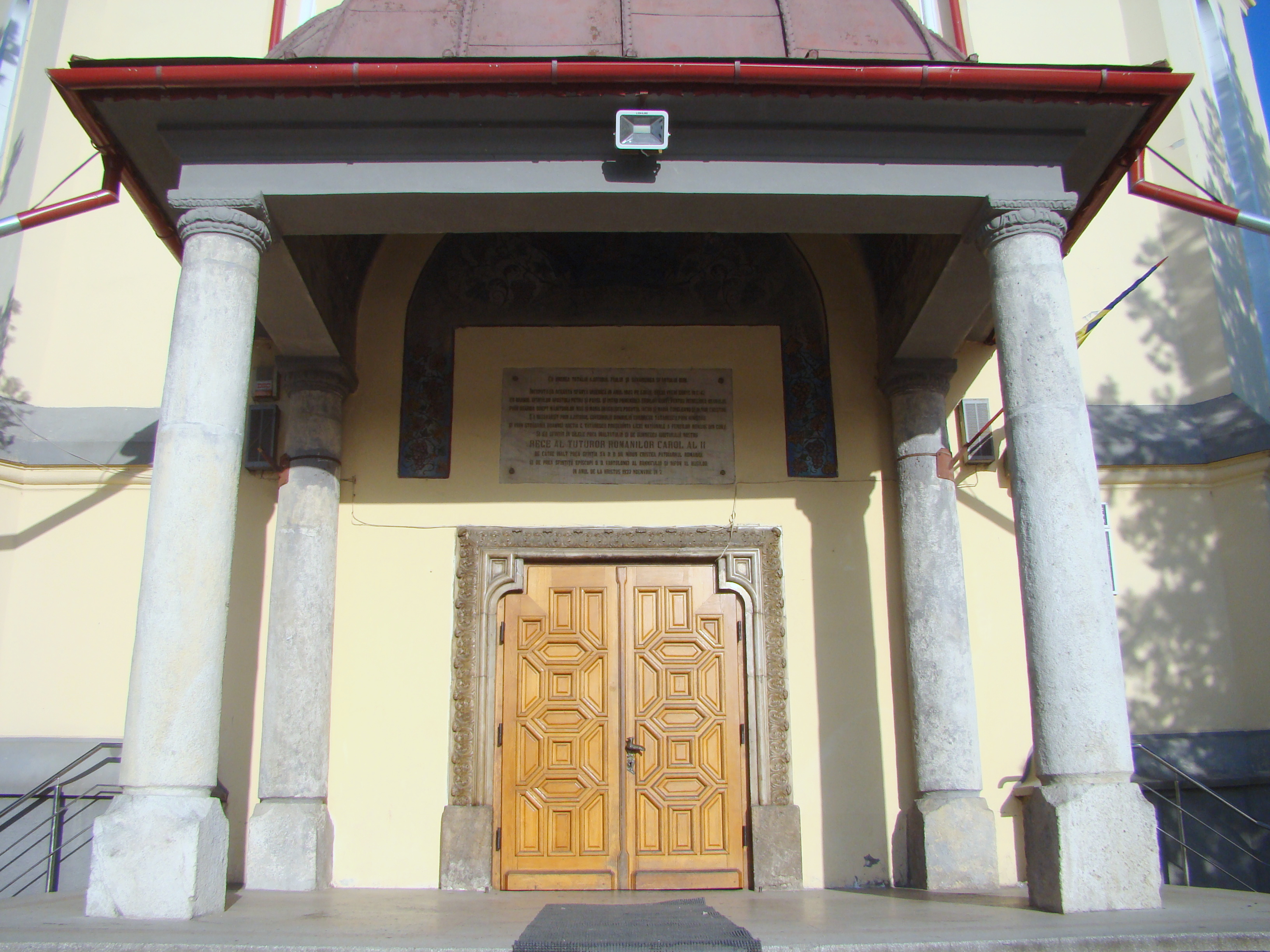
Wejście główne